# Морода (Арад)
Морода (рум. Moroda) насеље је у Румунији у округу Арад у општини Селеуш. Oпштина се налази на надморској висини од 107 m.

## Прошлост
Место је у 19. веку било спахилук српске породице Дера. 
Племић Анастасиј Дера купио је претплатом Видаковићеву познату књигу. Његов укућанин Мијајло (Михаил) Дерра набавио је 1828. године у Пешти књигу о српском књазу Милошу Обреновићу. Наум Дера, у друштву са Анастасијем "от Мороде" је узео 1832-1833. године једну румунску књигу. Анастасиј Дера је почетком 1841. године од стране владара именован за Краљевског придворника. На Дерином спахилуку је тридесетих година 19. века био Сава Савић земљедржац и провизор из Морода.

## Становништво
Према подацима из 2002. године у насељу је живело 740 становника.

### Попис2002.
| Расподела становништва по националности 2002.‍ | Расподела становништва по националности 2002.‍ | Расподела становништва по националности 2002.‍ | Расподела становништва по националности 2002.‍ | Расподела становништва по националности 2002.‍ |
| --------------------------------------------- | --------------------------------------------- | --------------------------------------------- | --------------------------------------------- | --------------------------------------------- |
|                                               |                                               |                                               |                                               |                                               |
| Румуни                                        | Румуни                                        |                                               | 732                                           | 99,2%                                         |
| Роми                                          | Роми                                          |                                               | 6                                             | 0,8%                                          |